# Hybognathus nuchalis
Hybognathus nuchalis — це вид риб роду Hybognathus з родини ялецевих. Інша назва — міссісіпський сріблястий гольян. Поселяється на дні річок, харчується річковими рослинами. Поширений в басейні річки Міссісіпі. Максимальна довжина — 18 см.